# 田中直樹 (野球)
田中 直樹（たなか なおき、1984年9月19日 - ）は、福岡県出身の元プロ野球選手（内野手）。

## 来歴・人物
福岡城南シニア時代には日本代表として海外遠征も経験。沖学園高では投手も務めながら通算28本塁打。ドラフト7巡目で2003年に福岡ダイエーホークスに入団。
ウエスタンリーグの試合では、当時の森脇浩司二軍監督から4番打者に抜擢され次期大砲として将来を嘱望されていた。
肘の怪我が治らず、一軍出場がないまま2005年に引退した。

## 詳細情報

### 年度別打撃成績
- 一軍公式戦出場なし

### 背番号
- 50 （2003年 - 2005年）